# Симиля, Теро
Теро Симиля (фин. Tero Similä; 26 февраля 1980, Юливиеска, Финляндия) — финский лыжник, участник Зимней Олимпиады в Турине 2006 года, многократный чемпион Финляндии.

## Биография
Родился 26 февраля 1980 года в Юливиеска. Он представлял спортивный клуб Юливиескан Куула, где его тренерами были Эркки Мустола и Рейо Юльхя.
В своей спортивной карьете четыре раза становился победителем Чемпионата Финляндии, завоевал девять серебряных и девять бронзовых медалей; в 2006 году принимал участие в Зимней Олимпиаде в Турине, и Чемпионатах мира по лыжным видам спорта в 2005, 2007, 2011 и 2013 годах.
В марте 2014 года уличён в применении ЭПО-допинга в связи с чем заявил о прекращении спортивной карьеры.